# Vrata s Ploč, Dubrovnik
Vrata s Ploč so mestna vrata, ki branijo vzhodni dostop v mesto Dubrovnik.
Vzhodni dostop v mesto varuje cel labirint zidov, stolpov in utrdb. Ker pa je pred mestnim obzidjem še samostojno stoječa trdnjava Revelin vzhodni vhod v mesto sestoji iz zunanjih in notranjih vrat. Notranja vrata so manjša, sezidana v romanskem slogu, nahajajo pa se v pasu obrambnega zida ter jih varuje visok stolp Asimomon, pozidali pa so jih v 14. stoletju. Zunanja vrata so ob jugozahodnem oglu trdnjave Revelin, sezidal pa jih je sredi 15. stol. Simeone della Cava. Vrata so v 19. stol. razširili.
Kamniti most nad obrambnim jarkom, ki vodi do vrat je bil zgrajen sredi 15. stoletja.